# Gandhi Gimnázium
Gandhi Gimnázium – szkoła średnia w Peczu na Węgrzech dla Romów istniejąca od 1994 roku.

## Historia
Na Węgrzech obowiązek szkolny wymusza naukę dzieci do ukończenia 16 roku życia. jednak wiele dzieci romskich nie kończy nawet szkoły podstawowej.  Pomysł utworzenia szkoły kształcącej Romów powstał w Fundacji im. Gandhiego w 1992 roku. Początkowo planowano utworzyć ją w Kaposvár. Ostatecznie szkoła powstała w 1994 roku w Peczu. Nadano jej imię Mahatmy Gandhiego podkreślając w ten sposób indyjskie pochodzenie wszystkich grup romskich. Pierwszym dyrektorem szkoły został nauczyciel historii Węgier i filozofii János Bogdán. W 1994 roku naukę w klasie zerowej rozpoczęło 56 uczniów. W pierwszym roku nauki szczególną uwagę zwrócono na wyrównanie różnic i nadrobienie zaległości.
W 1999 roku oddano nową halę sportową, a nowy budynek szkoły w 2002 roku. Gdy w 1999 roku János Bogdán zginął w wypadku samochodowym, dyrektorem szkoły została jego żona Erika Csovcsics. Funkcję tę pełniła do 2009 roku. Jej odwołanie przez Fundację spowodowało protesty zarówno uczniów jak i rodziców. W 2011 roku Zoltán Balog pełniący funkcję podsekretarza stanu w ministerstwie spraw wewnętrznych podjął decyzję o przejęciu szkoły przez państwo.
Zadaniem szkoły jest przygotowanie zdolnych i chcących się uczyć dzieci romskich do egzaminu maturalnego (poziom A). Oprócz przedmiotów obowiązujących w każdym liceum uczniowie mają możliwość nauki języków beás i lovári,  a nawet zdawania z nich egzaminów państwowych. Szkoła jest finansowana przez rząd Węgier oraz samorząd w Peczu. W szkole uczy się około 250 uczniów w wieku od 14 do 18 lat. Szkoła od 2002 roku prowadzi również kursy korespondencyjne i wieczorowe dla dorosłych. Do szkoły mogą też być przyjmowani uczniowie pochodzenie nieromskiego, ale pomoc materialna i wsparcie jest kierowane głównie do dzieci romskich.